# Ausztrália csak egy lépés Írországtól
Az Ausztrália csak egy lépés Írországtól (eredeti angol címén: Foreign Exchange) 2004-ben, ausztrál és ír kooprodukcióban készült televíziós kalandfilmsorozat. Spanyolországban, Dél-Amerikában, az Egyesült Államokban, Olaszországban, Ausztráliában és Írországban mutatták be. Magyarországon a Duna TV vetítette 2009 májusától.

## Szinopszis
Hannah O'Flaherty egy ír diáklány, aki az O'Keefe Kollégiumban tanul, Írországban. Hannah szobatársa Tara Keegan, akivel a lány nem mindig jön ki, ugyanis Tara nagyképű és öntelt. Hannah egyik legjobb barátja Cormac McNamara, aki a kollégium egyik legjobb tanulója.
Brett Miller egy ausztrál gimnazista, célja, hogy profi szörfös legyen. Családjával Perth-ben élnek. Anyja, Jackie Craig Payne-nel házasodik újra össze, így a Miller családtól örökölt, hatalmas villába költöznek, amelyet Brett kénytelen megosztani két újdonsült testvérével, Wayne-nel, és a 9 éves Meredith-szel.  Bár az összeköltözés nem alakul éppen problémamentesen, végtére Brett megbarátkozik új családjával.
A történet ott kezdődik, mikor Brett, az új házban, nem "talál" szobát. Ugyanis Wayne nem hajlandó megosztani vele a sajátját, Meredith pedig azért nem hajlandó a pincébe költözni, mert sok ott a baktérium. Így tehát Brett a pincében kényszerül berendezkedni. Megvizsgálva új szobáját, látja, hogy az egyik fal kőből épült, és egy furcsa ovális alakú kő rejtőzik az egyik mélyedésben. Mire Brett megérinti, a falon furcsa, zöld fény áramlik szét, amiről kiderül, hogy nem más, mint egy portál.
Félelmét leküzdve, Brett átlép a kapun, és nagy meglepődésére szintén egy pincében találja magát. A pince pedig nem más, mint az O'Keefe Kollégium raktára. A fiú csodálkozva néz körül a helyen, s óvatosan kimerészkedik. Szerencsétlenségére a lányok fürdőszobájában lukad ki, ahol éppen zuhanyoznak. A lányok azonnal jelentik, hogy betolakodó van az intézetben, így Brett lélekszakadva bújik el a pajtában, ahol találkozik Hannával. A fiú hadarva beszél neki a portálról, amely Ausztráliából Írországba hozta őt. A lány persze nem hisz neki, de amikor lemegy a pincébe saját szemével is meggyőződik arról, hogy Brett igazat mond. Hanna és Brett szentül megfogadják, hogy senkinek nem beszélnek a portálról. Innen indul a sorozat, mely további 25 részben mutatja be a két fiatal fantasztikus kalandjait.

## Epizódlista
- 1. A kapu
- 2. Cápaveszély
- 3. Zabosak a zabkására
- 4. Mágneses vonzerő
- 5. Apák napja
- 6. Egyedül
- 7. Hazugságvizsgálat
- 8. Nincs visszaút
- 9. A fénykép
- 10. A bika
- 11. Vészhelyzet
- 12. A betörő
- 13. Újabb szép kis kalamajka
- 14. Enyves kezek
- 15. Napfürdő
- 16. Teljes átváltozás
- 17. Cuki Ausztráliában
- 18. A piknik
- 19. Pótnagyi
- 20. Az ólomkatona
- 21. A vendégház
- 22. A titokzatos hercegnő
- 23. Motoros vagányok
- 24. Észak és dél
- 25. Az örökös
- 26. A vázlatfüzet

## Magyar szinkron
- Szerkesztő: Kis-Bocz Éva
- Magyar szöveg: Dudik Annamária Éva
- Hangmérnök: Sebestyén Dezső
- Vágó: Fényi Márta
- Gyártásvezető: Kun Márta
- Szinkronrendező: Győrvári Judit

A szinkron a Duna TV megbízásából a Liget Stúdióban készült.
- Brett Miller: Berkes Bence
- Hannah O'Flaherty: Tamási Nikolett
- Tera Keegan: Dögei Éva
- Meredith Payne: Ungvári Zsófia
- Craig Payne: Rosta Sándor
- Wayne Payne: Szvetlov Balázs
- Cormac McNamara: Szalay Csongor
- Miss Murphy: Náray Erika
- Seamus McCracken : Kajtár Róbert